# Miles Burke
Miles J. Burke (ur. 15 stycznia 1885 w Saint Louis, zm. 25 grudnia 1928 tamże) – amerykański bokser.
W 1904 na letnich igrzyskach olimpijskich w St. Louis zdobył srebrny medal w kategorii muszej, przegrywając z finale z George’em Finneganem.